# Alice D'Amato
Alice D'Amato, född 7 februari 2003, är en italiensk gymnast.

## Karriär
Vid VM 2019 tog D'Amato brons i lagtävlingen. Vid Europamästerskapen i artistisk gymnastik 2024 tog D'Amato guld i lagtävlingen och i barr.